# 사다리꼴 공식 (미분방정식)
수치해석학과 계산과학에서 사다리꼴 법칙은 적분을 계산하기 위한 사다리꼴 공식에서 파생된 상미분방정식의 수치해석적 방법이다. 사다리꼴 공식은 룽게-쿠타 방법과 선형 다단계 방법 모두로 생각할 수 있는 암시적 이차 방법이다.

## 방법
아래의 미분방정식을 푼다고 가정하자.
{\displaystyle y'=f(t,y)}
사다리꼴 공식은 다음 공식으로 주어진다
{\displaystyle y_{n+1}=y_{n}+{\tfrac {1}{2}}h{\Big (}f(t_{n},y_{n})+f(t_{n+1},y_{n+1}){\Big )}}
이때 {\displaystyle h=t_{n+1}-t_{n}}는 단계 크기이다.
이것은 암시적 방법이다: 값 {\displaystyle y_{n+1}}은 등식의 양 변에 나타나고, 실제로 계산하려면 대체로 비선형인 방정식을 풀어야 한다. 방정식을 푸는 가능한 방법은 뉴턴 방법이 있다. 뉴턴 방법으로 얻은 초기 추측을 사용하여서 오일러 방법으로 해를 충분히 가깝게 근사할 수 있다.

## 동기
미분방정식을 {\displaystyle t_{n}}에서 {\displaystyle t_{n+1}}까지 적분하면 다음을 얻을 수 있다:
{\displaystyle y(t_{n+1})-y(t_{n})=\int _{t_{n}}^{t_{n+1}}f(t,y(t))\,\mathrm {d} t}
사다리꼴 공식을 통해서 오른쪽의 적분은 다음과 같이 근사할 수 있다:
{\displaystyle \int _{t_{n}}^{t_{n+1}}f(t,y(t))\,\mathrm {d} t\approx {\tfrac {1}{2}}h{\Big (}f(t_{n},y(t_{n}))+f(t_{n+1},y(t_{n+1})){\Big )}.}
이제 두 공식을 결합하고 {\displaystyle y_{n}\approx y(t_{n})}과 {\displaystyle y_{n+1}\approx y(t_{n+1})}을 사용하면, 상미분방정식을 풀기 위한 사다리꼴 공식을 얻는다.

## 오차 해석
미분방정식을 풀기 위한 사다리꼴 공식의 지역 절단 오차 {\displaystyle \tau _{n}}가 다음과 같이 유계를 가질 수 있다는 것은 구적법의 사다리꼴 공식의 오차 해석을 따른다:
{\displaystyle |\tau _{n}|\leq {\tfrac {1}{12}}h^{3}\max _{t}|y'''(t)|.}
따라서 사다리꼴 공식은 이 차 방법이다. 이 결과는 단계 크기 h가 0으로 갈 때 전역 오차가 {\displaystyle O(h^{2})}라는 것을 보일 때 쓰일  수 있다(자세한 부분은 점근 표기법 참조).

## 안정성

핑크색 영역은 사다리꼴 방법의 안정성 영역이다.

사다리꼴 공식의 절대 안정 영역은 다음과 같다:
{\displaystyle \{z\in \mathbb {C} \mid \operatorname {Re} (z)<0\}.}
이것은 복소평면의 왼쪽 절반을 포함하기 때문에 사다리꼴 공식은 A-안정적이다. 이차 Dahlquist 장벽은 사다리꼴 공식은 A-안정 선형 다단계 방법 중에 가장 정확한 방법이라는 것을 설명한다. 더 정확히는 A-안정한 선형 다단계 방법은 최대 이차까지만 가질 수 있고, 이차 A-안정 선형 다단계 방법의 오차 상수는 사다리꼴 공식의 오차상수보다 나을 수 없다.
사실 사다리꼴 공식의 절대안정 영역은 정확히 평면의 왼쪽 절반이다. 이것은 사다리꼴 공식을 선형 테스트 방정식 y' = λy에 적용하면 정확한 해가 0이 되는 경우에만 수치해가 0으로 감소한다는 것을 의미한다.

## 참고 문헌
- Iserles, Arieh (1996), 《A First Course in the Numerical Analysis of Differential Equations》, Cambridge University Press, ISBN 978-0-521-55655-2.
- Süli, Endre; Mayers, David (2003), 《An Introduction to Numerical Analysis》, Cambridge University Press, ISBN 0521007941.

## 같이 보기
- 크랭크-니콜슨 방법